# Holopogon melas
Holopogon melas är en tvåvingeart som först beskrevs av Dufour 1852.  Holopogon melas ingår i släktet Holopogon och familjen rovflugor. Inga underarter finns listade i Catalogue of Life.